# یادوو
یادوو (به لاتین: Jadów) یک روستا در لهستان است که در گمینا یادوو واقع شده‌است. یادوو  ۱٬۲۰۰ نفر جمعیت دارد.